# Cristian Bogado
Cristian Venancio Bogado Morínigo (ur. 7 stycznia 1987 w Villarrica) – paragwajski piłkarz występujący najczęściej na pozycji lewego napastnika. Od 2011 roku zawodnik Deportes Iquique, grającego w Primera División de Chile.

## Osiągnięcia
- Colo Colo
  - Mistrz Chile: Clausura 2009